# 2002-es Formula–1 San Marinó-i nagydíj
A San Marinó-i nagydíj volt a 2002-es Formula–1 világbajnokság negyedik futama, amelyet 2002. április 14-én rendeztek meg az olasz Autodromo Enzo e Dino Ferrarin, Imolában.

## Futam
| Helyezés | Rajtszám | Versenyző             | Csapat/Motor     | Futott kör | Idő/Kiesés oka  | Rajthely | Pont |
| -------- | -------- | --------------------- | ---------------- | ---------- | --------------- | -------- | ---- |
| 1        | 1        | Michael Schumacher    | Ferrari          | 62         | 1h29:10,789     | 1        | 10   |
| 2        | 2        | Rubens Barrichello    | Ferrari          | 62         | + 17,907        | 2        | 6    |
| 3        | 5        | Ralf Schumacher       | Williams-BMW     | 62         | + 19,755        | 3        | 4    |
| 4        | 6        | Juan Pablo Montoya    | Williams-BMW     | 62         | + 44,725        | 4        | 3    |
| 5        | 15       | Jenson Button         | Renault          | 62         | + 1:23,395      | 9        | 2    |
| 6        | 3        | David Coulthard       | McLaren-Mercedes | 61         | + 1 kör         | 6        | 1    |
| 7        | 11       | Jacques Villeneuve    | BAR-Honda        | 61         | + 1 kör         | 10       |      |
| 8        | 8        | Felipe Massa          | Sauber-Petronas  | 61         | + 1 kör         | 11       |      |
| 9        | 14       | Jarno Trulli          | Renault          | 61         | + 1 kör         | 8        |      |
| 10       | 7        | Nick Heidfeld         | Sauber-Petronas  | 61         | + 1 kör         | 7        |      |
| 11       | 23       | Mark Webber           | Minardi-Asiatech | 60         | + 2 kör         | 19       |      |
| Ki       | 21       | Enrique Bernoldi      | Arrows-Cosworth  | 50         | Motorhiba       | 20       |      |
| Ki       | 16       | Eddie Irvine          | Jaguar-Cosworth  | 45         | Kardántengely   | 18       |      |
| Ki       | 4        | Kimi Räikkönen        | McLaren-Mercedes | 44         | Kipufogó        | 5        |      |
| Ki       | 12       | Olivier Panis         | BAR-Honda        | 44         | Gázadagoló      | 12       |      |
| Ki       | 17       | Pedro de la Rosa      | Jaguar-Cosworth  | 30         | Kardántengely   | 22       |      |
| Ki       | 24       | Mika Salo             | Toyota           | 26         | Váltóhiba       | 16       |      |
| Ki       | 20       | Heinz-Harald Frentzen | Arrows-Cosworth  | 25         | Motorhiba       | 13       |      |
| Ki       | 9        | Giancarlo Fisichella  | Jordan-Honda     | 19         | Hidraulika      | 15       |      |
| Ki       | 10       | Szató Takuma          | Jordan-Honda     | 5          | Váltóhiba       | 14       |      |
| Ki       | 25       | Allan McNish          | Toyota           | 0          | Elektronika     | 17       |      |
| NK       | 22       | Alex Yoong            | Minardi-Asiatech |            | 107%-os szabály |          |      |

## A világbajnokság élmezőnyének állása a verseny után
| H  | Versenyzők         | Pont | H  | Konstruktőrök    | Pont |
| -- | ------------------ | ---- | -- | ---------------- | ---- |
| 1. | Michael Schumacher | 34   | 1. | Ferrari          | 40   |
| 2. | Ralf Schumacher    | 20   | 2. | Williams-BMW     | 37   |
| 3. | Juan Pablo Montoya | 17   | 3. | McLaren-Mercedes | 9    |
| 4. | Jenson Button      | 8    | 4. | Renault          | 8    |
| 5. | Rubens Barrichello | 6    | 5. | Jaguar-Cosworth  | 3    |

## Statisztikák
Vezető helyen:
- Michael Schumacher: 60 (1-31 / 33-46 / 48-62)
- Rubens Barrichello: 2 (32 / 47)

Michael Schumacher 56. (R) győzelme, 45. pole-pozíciója, Rubens Barrichello 4. leggyorsabb köre.
- Ferrari 147. győzelme.